# Sotglasögonfågel
Sotglasögonfågel (Zosterops lugubris) är en fågel i familjen glasögonfåglar inom ordningen tättingar.

## Utseende och läte
Sotglasögonfågeln är en kraftig olivgrå solglasögonfågel. Den har mörk hjässa, skärbrun näbb, en bred vit ring kring ögat och ett vitt streck från skuldrorna till flankerna. Dess ljudliga rullande och melodiska läten är ett av de dominerande ljuden på São Tomé.

## Utbredning och systematik
Fågeln förekommer enbart på ön São Tomé i Guineabukten. Den behandlas som monotypisk, det vill säga att den inte delas in i några underarter.

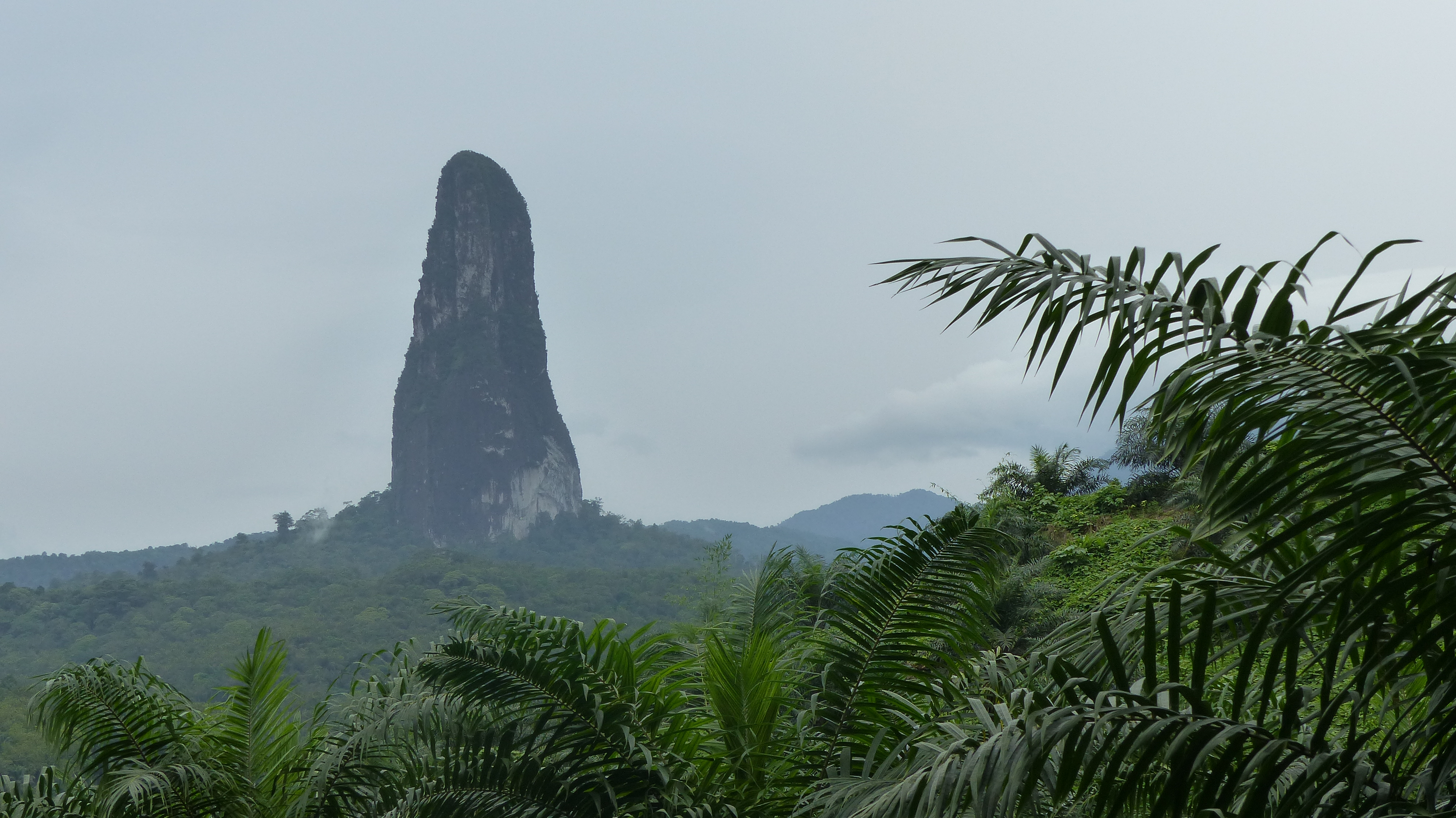
Fågeln förekommer endast på ön São Tomé i Guineabukten.

### Släktestillhörighet
Tidigare placerades den i släktet Speirops tillsammans med arterna kamerunglasögonfågel, biokoglasögonfågel och silverglasögonfågel. Genetiska studier visar dock att de dels är inbäddade i det stora släktet Zosterops, dels att de inte är varandras närmaste släktingar. Numera inkluderas de vanligen i Zosterops.

## Levnadssätt
Sotglasögonfågeln hittas framför allt i höglänt skog på över 900 meters höjd. Små till stora grupper kan dock ansluta till kringvandrande artblandade flockar i skogar och plantage över hela ön. 

## Status
Sotglasögonfågeln har ett begränsat utbredningsområde på en enda ö. Beståndsutvecklingen är oklar, men den anses inte vara hotad. IUCN kategoriserar arten som livskraftig.